# Partito del Popolo Mauritano
il Partito del Popolo Mauritano (PPM, in francese Parti du Peuple Mauritanien,in arabo حزب الشعب الموريتاني‎?, Hizb Al-Sha'ab Al-Muritaniy) è stato il partito unico della Mauritania dal 1961 al 1978; il suo leader è stato il presidente Moktar Ould Daddah.
Daddah ha fondato il partito dopo l'indipendenza della Mauritania dalla Francia nel novembre 1960, dalla fusione dell'ex partito di governo il Partito di Raggruppamento Mauritano con altri partiti d'opposizione quali l'Associazione della Gioventù Mauritana, il Nahda,l'Unione Nazionale Mauritana e l'Unione dei Socialisti Musulmani Mauritani.
I partiti sono stati uniti ad un meeting delle rispettive leadership nel dicembre 1961, Daddah ha proceduto con delle rispettive leggi di repressione, mettendo fuori legge diversi partiti politici per avere il controllo totale della presidenza.
In seguito al golpe del luglio 1978 guidato dal colonnello Mustafa Ould Salek, la leadership civile mauritana è stato rimpiazzata dalla guida militare e il partito è stato dichiarato fuori legge.